# Niendorf (Ihlow)
Niendorf è una frazione del comune tedesco di Ihlow, nel Land del Brandeburgo.

## Storia
Il 31 dicembre 2001 il comune di Niendorf venne soppresso e aggregato al comune di Ihlow.